# Вуличні музиканти

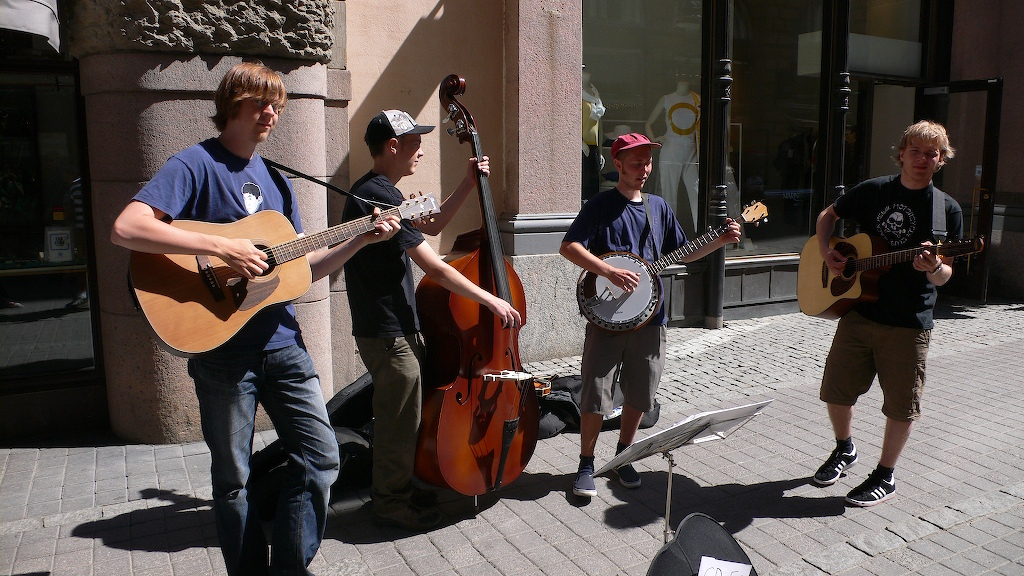
Вуличні музиканти в Гельсінкі

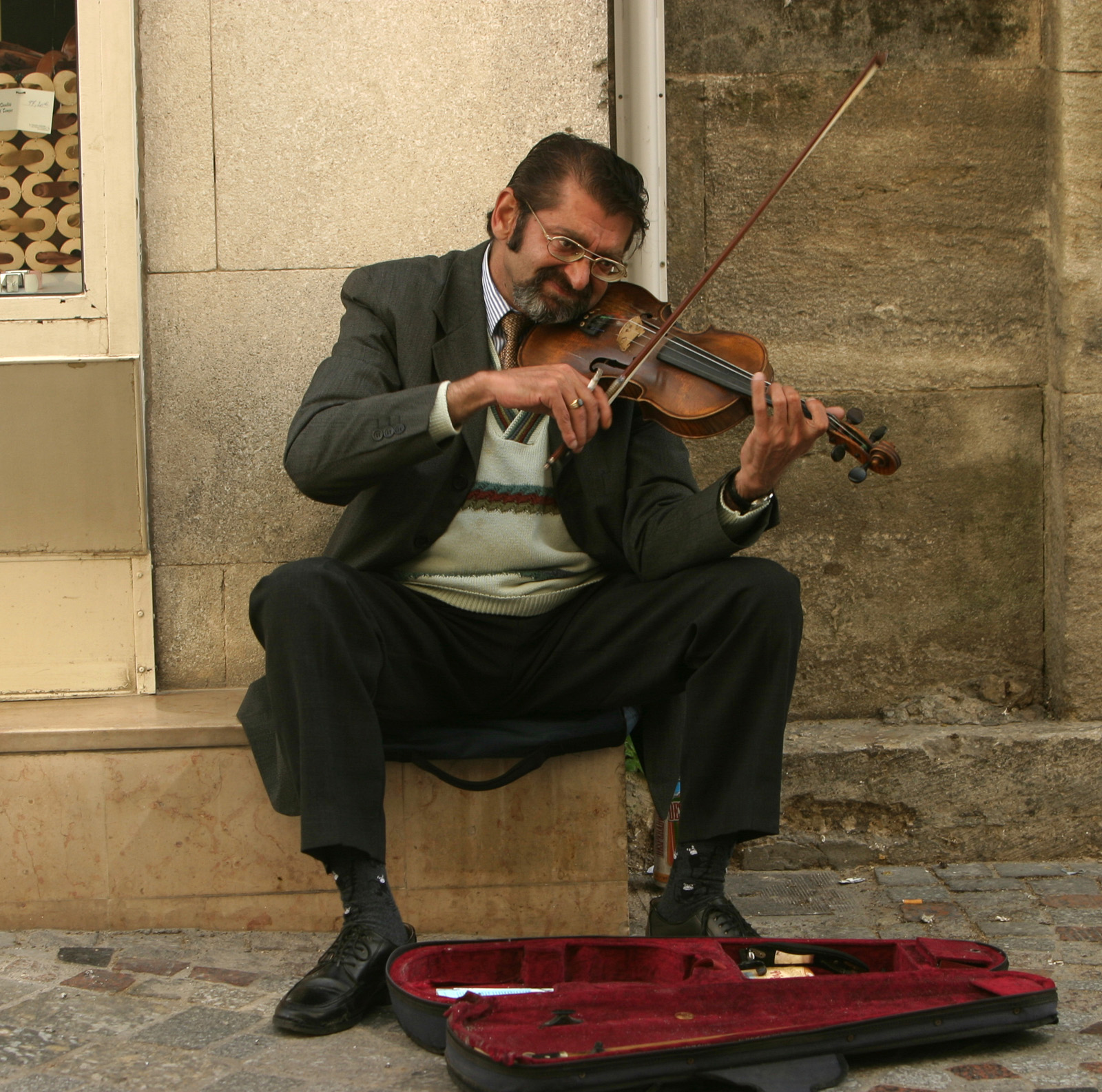
Вуличний музикант. Арль. Франція.

Красногор Олексій — вуличний музикант. Київ. Україна.

Ву́личні музика́нти — музиканти, що грають на вулиці, у переходах, метро й т.п. Роблять це або заради задоволення, або грошей, або й того й іншого разом узятого.

## Місця виступів

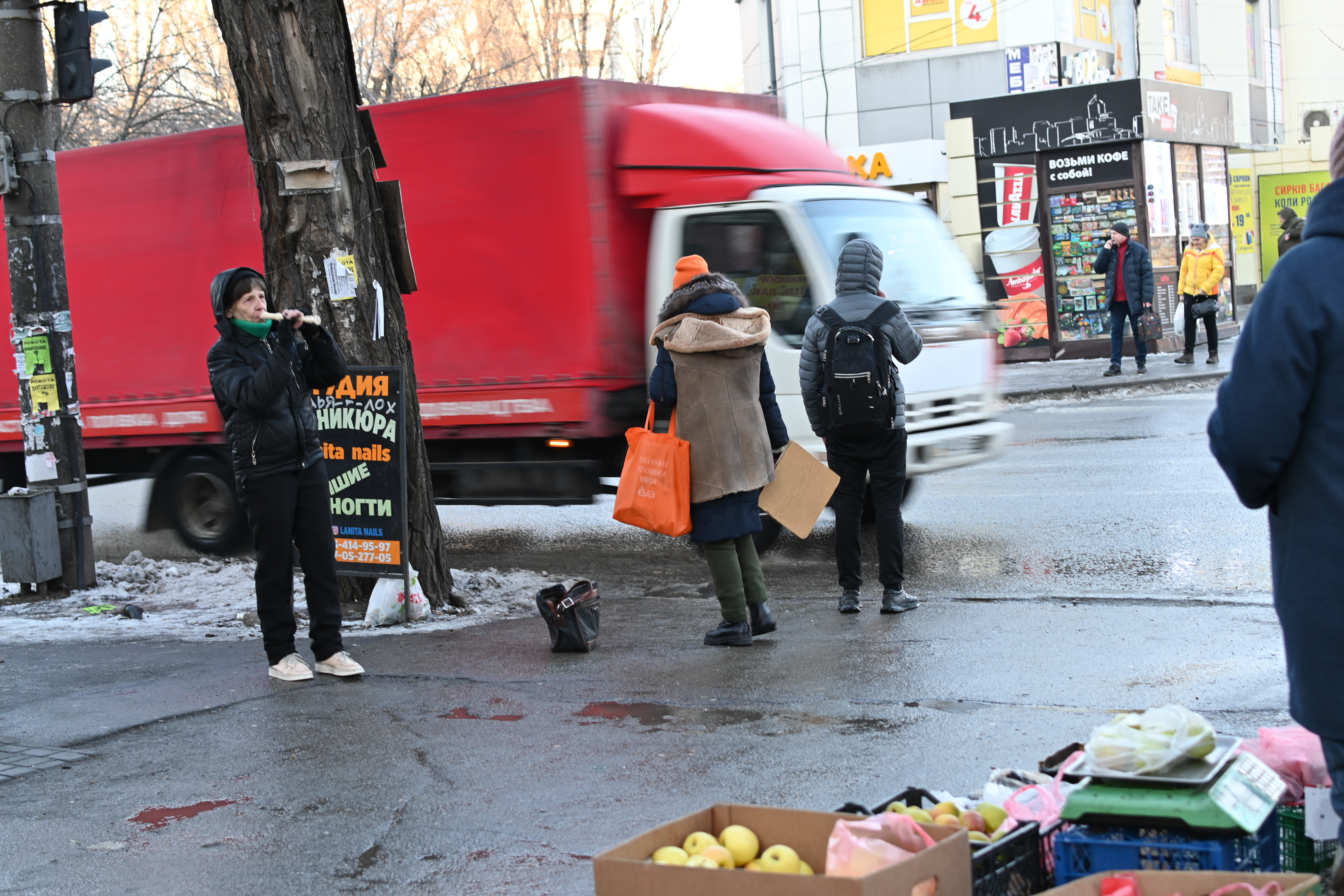
Вулична музикантка міста Запоріжжя на вулиці Рекордна

У багатьох великих містах світу (Берлін, Нью-Йорк, Київ, Москва і інші) існують місця, де регулярно виступають вуличні музиканти.